# Municipio de Lincoln (condado de Franklin, Kansas)
El municipio de Lincoln (en inglés: Lincoln Township) es un municipio ubicado en el condado de Franklin en el estado estadounidense de Kansas. En el año 2010 tenía una población de 857 habitantes y una densidad poblacional de 11,11 personas por km².

## Geografía
El municipio de Lincoln se encuentra ubicado en las coordenadas 38°34′1″N 95°18′58″O / 38.56694, -95.31611. Según la Oficina del Censo de los Estados Unidos, el municipio tiene una superficie total de 77.14 km², de la cual 76,24 km² corresponden a tierra firme y (1,16 %) 0,9 km² es agua.

## Demografía
Según el censo de 2010, había 857 personas residiendo en el municipio de Lincoln. La densidad de población era de 11,11 hab./km². De los 857 habitantes, el municipio de Lincoln estaba compuesto por el 97,2 % blancos, el 0,23 % eran afroamericanos, el 0,93 % eran amerindios, el 0,35 % eran asiáticos, el 0,35 % eran de otras razas y el 0,93 % eran de una mezcla de razas. Del total de la población el 1,52 % eran hispanos o latinos de cualquier raza.